# Sマチック
Sマチック（エスマチック）とは本田技研工業（ホンダ）が開発した4輪車用マニュアルモード付きのオートマチックトランスミッション及び、
2輪車用電子制御式無段変速機（CVT）のことである。

## 概要

### 4輪車用AT
通常は「Dポジション」にセレクトされている時に、シフトレバーを右側に倒すと「マニュアルモード」に切り替わり、シフトレバーを前後に動かしギアポジションを選択することができる。一部に、ステアリングに取り付けられたパドルにより選択する、「パドルシフト」を採用した車種もある。
4代目レジェンドのマイナーチェンジ以降のパドルシフトを採用している車種においては、同様の機構でありながら「Sマチック」の名称が使われていない。それらは、「Dポジション」のままでもパドルを操作することによりギア選択をすることが可能で、一定時間パドルを操作しないと通常の「自動変速モード」に自動復帰する。
類似システムとして、ホンダマルチマチック（CVT：HMM）に「マニュアルモード」を組み合わせたもの（HMM-S）も存在する。
シビックの販売終了以降新型モデルで搭載されている車種はない。

### 2輪車用CVT
中型スクーター、2代目フォルツァ（MF08）に搭載された電子制御式を「Sマチック」、3代目フォルツァ（MF10）の高級グレード フォルツァZ、およびFAZE（MF11）TYPE-Sに搭載された電子制御式7速マニュアルモード付きを「SマチックEvo」と名付けている。

## 現在搭載されている車種

### 2輪
- 電子制御式7速MTモード付きCVT
  - フォルツァZ
  - フェイズ TYPE-S

## 過去に搭載されていた車種

### 4輪
- 4速AT
  - プレリュード
  - アコード／ トルネオ
  - インスパイア／ セイバー
  - オデッセイ
- 5速AT
  - インスパイア
  - オデッセイ（アブソルート）
  - アコード
  - アコードワゴン
  - ストリーム
- 5速AT（パドルシフト）
  - レジェンド
  - シビック

### 2輪
- 電子制御式CVT
  - フォルツァ